# Saint-Rome-de-Dolan
Saint-Rome-de-Dolan is een plaats en voormalige gemeente in het Franse departement Lozère in de regio Occitanie en telt 81 inwoners (2009). De plaats maakt deel uit van het arrondissement Florac.

## Geschiedenis
Saint-Rome-de-Dolan is op 1 januari 2017 gefuseerd met de gemeenten Le Massegros, Le Recoux, Saint-Georges-de-Lévéjac en Les Vignes tot de gemeente Massegros Causses Gorges. 

## Geografie
De oppervlakte van Saint-Rome-de-Dolan bedraagt 27,0 km², de bevolkingsdichtheid is dus 3 inwoners per km².
De onderstaande kaart toont de ligging van Saint-Rome-de-Dolan met de belangrijkste infrastructuur en aangrenzende gemeenten.

## Demografie
Onderstaande figuur toont het verloop van het inwonertal.